# عناق (ابنة آدم)
عناق بنت آدم هي شخصية في بعض المذاهب الإسلامي، وهي ابنة آدم وحواء، وأحيانًا تكون طفلهما الأول. تُصور على أنها شريرة.

## ملخص التقاليد
يقدم روبرتو توتولي ملخصًا للتقاليد المتنوعة حول عناق:
وورد في بعض الروايات أن عناق وُلدت وحيدة ليس لها أخ توأم، أو في روايات أخرى أنها كانت أخت قابيل، وأنه بعد أن قتل هابيل جاء بها إلى اليمن فتزوجها ... وقيل إنها فعلَت الشر في الأرض وقد قُتلَت فيما بعد. وتضيف بعض الروايات تفاصيل عن مظهرها الوحشي، كأن يكون لها رأسان، أو عشرين إصبعًا بكل إصبع ظفرين، أو أن أظافرها طويلة. ويقال أيضًا أنها كانت أول إنسان قُتل على الأرض، وأنها قُتلت على يد وحوش مفترسة أو على يد أسد عملاق أرسله الله. يُستخدم اسم عناق عادةً في سياق قصة ابنها عوج، العملاق الذي نجا من الطوفان وقتله موسى فيما بعد.

## أهمية الاسم
يبدو أن اسم عناق يتوافق بطريقة ما مع العملاق الذكر أناق [الإنجليزية] في التقليد العبري، حيث تم تصويره على أنه والد عوج (كما أن عناق هي أم عوج). ومع ذلك، يمكن فهم اسمها أيضًا بمعنى سوء الحظ أو البلاء أو استحضار كلمة (التعانق).  ومع ذلك، فإن الكلمة تعني أيضًا العناق (نوع من الوشق).

## الأحداث في بعض المصادر الرئيسة
- الدميري ، حياة الحيوان الكبرى (القاهرة 1978)، 2: 76-9
- الجاحظ ، كتاب التربية والتدوير للباحى، أد. بقلم سي. بيلات (داماس: المعهد الفرنسي في داماس، 1955)، ص. 30 [§47].
- الكسائي ، قصة الأنبياء ، ط. إسحاق أيزنبرغ (ليدن ١٩٢٢–٣)، ٢٣٣
- الكليني، محمد بن يعقوب ، الكافي ، 8 مجلدات (طهران: دار الكتب الإسلامية، 1367هـ (شمسي))، 2: 327، رقم. 4.
- مجلسي، محمد باقر ، بحار النوار الجامعة – درر أخبار العائمة الأثر، [محيطات الأنوار: خلاصة درر روايات الأئمة الأطهار]، ١١٠ مجلد (بيروت: مؤسسة الوفاء، 1983)، 11: 226 رقم. 6 (نقلا عن كتاب المختصر للحسن بن سليمان )، ص. 237-8؛ 11: 237 رقم 21 (نقلاً عن تفسير القمي ).
- معلوف، أمين، معجم الحيوان (بيروت 1985)، 49-51
- المسعودي ، مجموعة العجائب (L'Abrégé des merveilles) ، أد. و ترانس. برنارد كارا دي فو (باريس 1984)، ص. 133–34 [عبر. من ك. أخبار الزمان ومن عباده الحثان من الأمم الماضية والأجيال الخالية والممالك الداثرة ]
- مقاتل بن سليمان ، تفسير ، ط. عبد الله محمود شحاتة (القاهرة 1979–88)، 1: 465–6
- الثعلبي ، قصة الأنبياء (القاهرة ١٩٥٤)، ٤٤.